# سن-پییر-سور-دیو
سن-پییر-سور-دیو (به فرانسوی: Saint-Pierre-sur-Dives) یک کمون در فرانسه است که در canton of Saint-Pierre-sur-Dives واقع شده‌است.

## خصوصیات
سن-پییر-سور-دیو ۹٫۶۸ کیلومترمربع مساحت و ۳٬۶۲۳ نفر جمعیت دارد و ۳۲ متر بالاتر از سطح دریا واقع شده‌است.